# Crocidura pullata
Crocidura pullata là một loài động vật có vú trong họ Chuột chù, bộ Soricomorpha. Loài này được Miller mô tả năm 1911.